# Эстония на летних Олимпийских играх 2004
Эстония принимала участие в Летних Олимпийских играх 2004 года в Афинах (Греция) в четвёртый раз за свою историю, и завоевала одну серебряную и две бронзовые медали. Сборная страны состояла из 42 спортсменов (31 мужчина, 11 женщин).

## Медалисты
| Медаль  | Спортсмен         | Вид спорта           | Дисциплина             |
| ------- | ----------------- | -------------------- | ---------------------- |
| Серебро | Юри Яансон        | Академическая гребля | Мужчины, одиночки      |
| Бронза  | Александр Таммерт | Лёгкая атлетика      | Мужчины, метание диска |
| Бронза  | Индрек Пертельсон | Дзюдо                | Мужчины, свыше 100 кг  |

## Результаты соревнований

### Академическая гребля
В следующий раунд из каждого заезда проходили несколько лучших экипажей (в зависимости от дисциплины). В финал A выходили 6 сильнейших экипажей, остальные разыгрывали места в утешительных финалах B-E.
Мужчины
| Соревнование  | Спортсмены                  | Предварительный заезд | Предварительный заезд | Предварительный заезд | Отборочный заезд | Отборочный заезд | Отборочный заезд | Полуфинал       | Полуфинал       | Полуфинал       | Финал   | Финал   | Итоговое место |
| Соревнование  | Спортсмены                  | Заезд                 | Время                 | Место                 | Заезд            | Время            | Место            | Заезд           | Время           | Место           | Время   | Место   | Итоговое место |
| ------------- | --------------------------- | --------------------- | --------------------- | --------------------- | ---------------- | ---------------- | ---------------- | --------------- | --------------- | --------------- | ------- | ------- | -------------- |
| одиночки      | Юри Яансон                  | 6                     | 7:13,74               | 1 Q                   | Не участвовал    | Не участвовал    | Не участвовал    | Полуфинал A/B/C | Полуфинал A/B/C | Полуфинал A/B/C | Финал A | Финал A | 2              |
| одиночки      | Юри Яансон                  | 6                     | 7:13,74               | 1 Q                   | Не участвовал    | Не участвовал    | Не участвовал    | 3               | 6:47,36         | 1 Q             | 6:51,42 | 2       | 2              |
| двойки парные | Леонид Гулов Тыну Эндрексон | 3                     | 6:58,80               | 3 Q                   | не участвовали   | не участвовали   | не участвовали   | 2               | 6:12,80         | 2 QA            | Финал A | Финал A | 4              |
| двойки парные | Леонид Гулов Тыну Эндрексон | 3                     | 6:58,80               | 3 Q                   | не участвовали   | не участвовали   | не участвовали   | 2               | 6:12,80         | 2 QA            | 6:35,30 | 4       | 4              |

### Велоспорт

#### Шоссейный велоспорт
Мужчины
| Соревнование    | Спортсмен    | Время     | Место | Отставание |
| --------------- | ------------ | --------- | ----- | ---------- |
| групповая гонка | Янек Томбак  | 5 50' 35" | 61    | +8' 51"    |
| групповая гонка | Андрус Ауг   | DNF       | DNF   | DNF        |
| групповая гонка | Яан Кирсипуу | DNF       | DNF   | DNF        |
| групповая гонка | Эрки Пютсеп  | DNF       | DNF   | DNF        |

Женщины
| Соревнование    | Спортсмен    | Время | Место | Отставание |
| --------------- | ------------ | ----- | ----- | ---------- |
| групповая гонка | Маарис Майер | DNF   | DNF   | DNF        |

#### Маунтинбайк
Мужчины
| Соревнование | Спортсмен    | Время | Место | Отставание |
| ------------ | ------------ | ----- | ----- | ---------- |
| кросс-кантри | Сигвард Кукк | LAP   | 41    | 2 круга    |

### Лёгкая атлетика
Мужчины
| Спортсмен         | Дисциплина      | Предварительный раунд | Предварительный раунд | Четвертьфиналы | Четвертьфиналы | Полуфиналы | Полуфиналы | Финал     | Финал     |
| Спортсмен         | Дисциплина      | Результат             | Место                 | Результат      | Место          | Результат  | Место      | Результат | Место     |
| ----------------- | --------------- | --------------------- | --------------------- | -------------- | -------------- | ---------- | ---------- | --------- | --------- |
| Тармо Яллай       | 110 м с/б       | 13,77                 | 38                    | Не прошёл      | Не прошёл      | Не прошёл  | Не прошёл  | Не прошёл | Не прошёл |
| Лоскутов, Павел   | марафон         |                       |                       |                |                |            |            | 2:18,09   | 25        |
| Марко Алексеев    | прыжки в высоту |                       |                       |                |                | 2,15       | 16         | Не прошёл | Не прошёл |
| Лаури Лайс        | тройной прыжок  |                       |                       |                |                | 16,18      | 33         | Не прошёл | Не прошёл |
| Таави Пеетре      | толкание ядра   |                       |                       |                |                | 19,14      | 13         | Не прошёл | Не прошёл |
| Герд Кантер       | метание диска   |                       |                       |                |                | 60,05      | 19         | Не прошёл | Не прошёл |
| Александр Таммерт | метание диска   |                       |                       |                |                | 65,70      | 2          | 66,66     | 3         |
| Андрус Варник     | метание копья   |                       |                       |                |                | 83,25      | 5          | 83,25     | 6         |

| Спортсмен      | Дисциплина  | бег на 100 м | бег на 100 м | прыжок в длину | прыжок в длину | толкание ядра | толкание ядра | прыжок в высоту | прыжок в высоту | бег на 400 м | бег на 400 м | бег на 110 м с/б | бег на 110 м с/б | метание диска | метание диска | прыжки с шестом | прыжки с шестом | метание копья | метание копья | бег на 1500 м | бег на 1500 м | Итог      | Итог  |
| Спортсмен      | Дисциплина  | Результат    | Очки         | Результат      | Очки           | Результат     | Очки          | Результат       | Очки            | Результат    | Очки         | Результат        | Очки             | Результат     | Очки          | Результат       | Очки            | Результат     | Очки          | Результат     | Очки          | Результат | Место |
| -------------- | ----------- | ------------ | ------------ | -------------- | -------------- | ------------- | ------------- | --------------- | --------------- | ------------ | ------------ | ---------------- | ---------------- | ------------- | ------------- | --------------- | --------------- | ------------- | ------------- | ------------- | ------------- | --------- | ----- |
| Эрки Ноол      | десятиборье | 10,80        | 906          | 7,53           | 942            | 14,26         | 744           | 1,88            | 696             | 48,81        | 870          | 14,80            | 874              | 42,05         | 706           | 5,40            | 1035            | 61,33         | 758           | 4:36,33       | 704           | 8235      | 8     |
| Кристиан Рахну | десятиборье | 10,77        | 912          | NM             | 0              | 14,45         | 756           | DNS             | 0               | —            | —            | —                | —                | —             | —             | —               | —               | —             | —             | —             | —             | DNF       | DNF   |
| Индрек Тури    | десятиборье | 11,08        | 843          | 6,91           | 792            | 13,62         | 705           | 2,03            | 831             | 51,67        | 739          | 14,26            | 941              | 39,83         | 661           | 4,80            | 849             | 59,34         | 728           | 4:50,01       | 619           | 7708      | 23    |

Женщины
| Спортсмен    | Дисциплина    | Предварительный раунд | Предварительный раунд | Полуфиналы | Полуфиналы | Финал     | Финал     |
| Спортсмен    | Дисциплина    | Результат             | Место                 | Результат  | Место      | Результат | Место     |
| ------------ | ------------- | --------------------- | --------------------- | ---------- | ---------- | --------- | --------- |
| Эгле Ульяс   | 400 м         | 51,91                 | 24                    | 53,13      | 16         | Не прошла | Не прошла |
| Яне Салумяе  | марафон       |                       |                       |            |            | 2:48,47   | 44        |
| Эха Рюнне    | метание диска |                       |                       | 54,82      | 37         | Не прошла | Не прошла |
| Мооника Аава | метание копья |                       |                       | 54,96      | 33         | Не прошла | Не прошла |

### Стрельба
Спортсменов — 1
| Соревнование | Спортсмен     | Квалификация | Квалификация | Финал     | Финал     | Всего | Всего |
| Соревнование | Спортсмен     | Очки         | Место        | Очки      | Место     | Очки  | Место |
| ------------ | ------------- | ------------ | ------------ | --------- | --------- | ----- | ----- |
| Скит         | Андрей Инешин | 119          | 21           | Не прошёл | Не прошёл | 119   | 21    |